# Братово (област Бургас)
 За другото българско село вижте Братово (Област Търговище).  
Братово е село в Югоизточна България. То се намира в община Бургас, област Бургас.

## География
Братово е разположено в Бургаската низина, на надморска височина от 50 м. Климатът се характеризира с мека зима, без дълготрайна снежна покривка и горещо лято. Селото се намира на 5 км от Лукойл-Бургас и на 14 км от общинския и областен център Бургас. Граничи със селата Полски извор (6 км), Равнец (5 км), град Камено (7 км) и бургаския квартал Долно Езерово (6 км). Почвата е черноземна. Климатът е черноморски. Поради непосредствената си близост до Бургас, селото се е обособило като крайградска зона за целогодишно живеене. 

## История
Старото име на село Братово е Джанкардаш (на турски – братска душа). Създател на селото е търговецът Найден Проданов Стоянов. Той се заселва през 1913 г. Семейството му идва от село Кавакли, Лозенградско, Турция. Четири години по-късно, през 1917 г., идват и се заселват други бежанци от селата Кавакли, Теркозли и Дервеня. Общо преселниците от Кавакли са 25 семейства.

## Население

### Етнически състав
Преброяване на населението през 2011 г.
Численост и дял на етническите групи според преброяването на населението през 2011 г.:
|                     | Численост |
| Общо                | 146       |
| Българи             | 42        |
| Турци               | -         |
| Цигани              | -         |
| Други               | -         |
| Не се самоопределят | -         |
| Неотговорили        | 104       |

## Други
В селото има църква – „Рождество на Пресвета Богородица“, както и детски център. Най-близко разположеното училище се намира в кв. Долно езерово, а няколко болници има на територията на Бургас. Има редовен автобусен транспорт от и до Карнобат и Бургас.